# Yanagi Yasutaka
Yasutaka Yanagi (sinh ngày 22 tháng 6 năm 1994) là một cầu thủ bóng đá người Nhật Bản.

## Sự nghiệp câu lạc bộ
Yasutaka Yanagi đã từng chơi cho Albirex Niigata.